# Усть-Аскарлы
Усть-Аскарлы — посёлок в Новокузнецком районе Кемеровской области. Входит в состав Терсинского сельского поселения.

## География
Центральная часть населённого пункта расположена на высоте 183 метров над уровнем моря.

## Население
По данным Всероссийской переписи населения 2010 года, в посёлке Усть-Аскарлы проживает 207 человек (105 мужчин, 102 женщины).

## Экономика
- Терсинский лесхоз